# Alluaudomyia transvaalensis
Alluaudomyia transvaalensis är en tvåvingeart som beskrevs av Meillon 1974. Alluaudomyia transvaalensis ingår i släktet Alluaudomyia och familjen svidknott. Inga underarter finns listade i Catalogue of Life.